# Walter Day

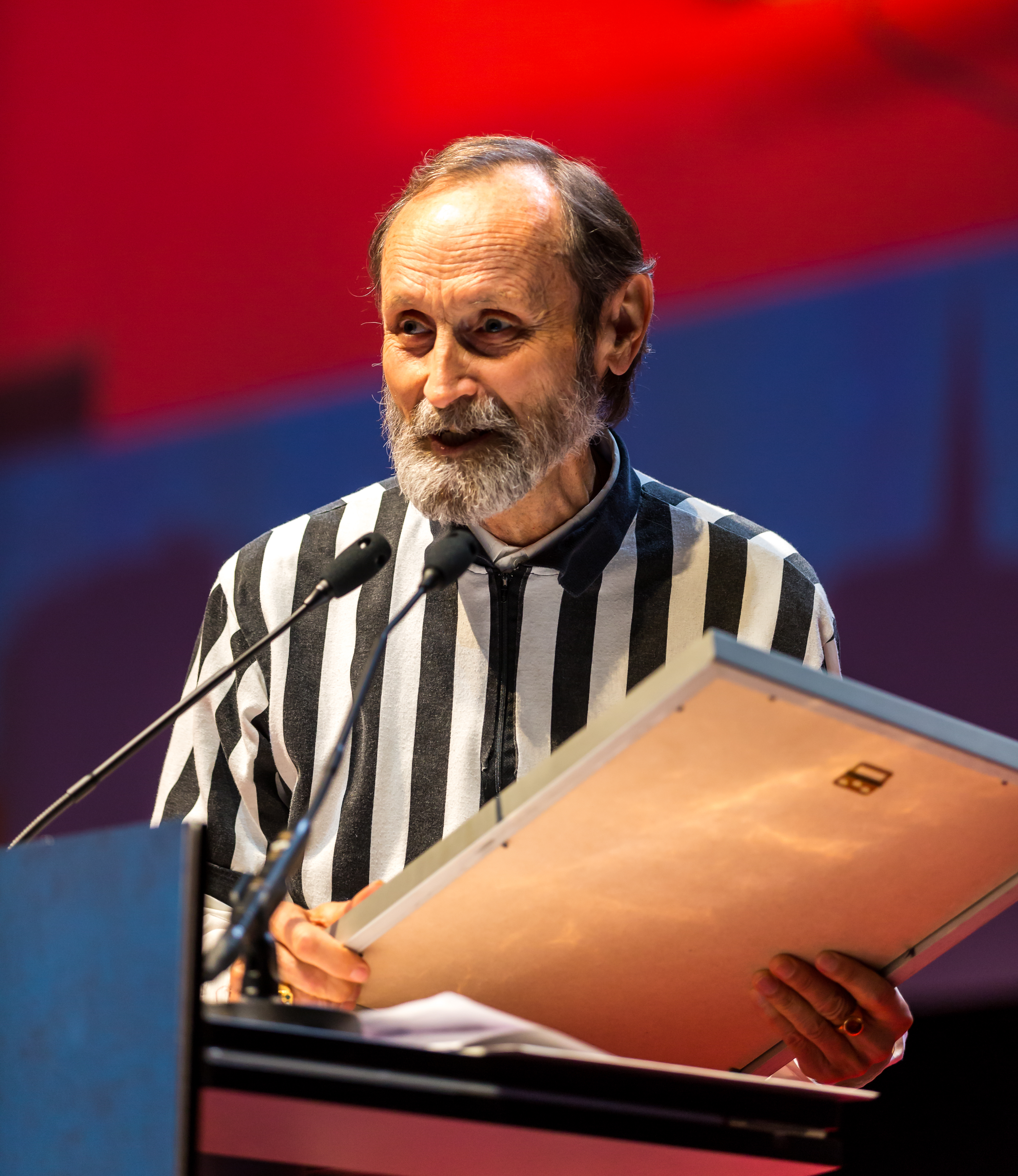
Walter Day

Walter Aldro Day Jr. (* 14. Mai 1949 in Fairfield, Iowa) ist ein US-amerikanischer Unternehmer und als Gründer von Twin Galaxies ein Pionier des E-Sport.

## Leben
Day arbeitete zunächst in der Ölindustrie. Im November 1981 eröffnete er in Ottumwa eine Spielhalle namens Twin Galaxies. Kurz nachdem im TIME Magazin 1982 eine Titelgeschichte über Videospiele erschienen war, die sich mit dem 15-jährigen Steve Juraszek beschäftigte, der einen neuen Rekord im Spiel Defender aufgestellt hatte, brach einer der Spieler in seiner Spielhalle diesen Rekord deutlich. Day kontaktierte daraufhin sowohl Williams Electronics Games als auch Namco und erfuhr, dass keine der beiden Firmen selbst eine Bestenliste führte. Er wurde dadurch dazu inspiriert, eine internationale Bestenliste für Videospiele einzuführen, was er am 9. Februar 1982 mit dem Twin Galaxies National Scoreboard in die Tat umsetzte. Im November dieses Jahres veröffentlichte das Life Magazine eine Titelgeschichte über Twin Galaxies.
Er gründete mit dem U.S. National Video Game Team die erste professionelle Videospielmannschaft, welche sich aus fünf führenden Spielern des Twin Galaxies National Scoreboard zusammensetzte, und wurde dessen Teamchef. Das Team tourte im Sommer 1983 durch die USA, die Veranstaltungen wurden teilweise im amerikanischen Fernsehen ausgestrahlt und einige Ergebnisse gelangten in das Guinness-Buch der Rekorde. 1983 wurden Day und Twin Galaxies vom Gouverneur von Iowa im Beisein von hochrangigen Vertretern von Atari geehrt. In der Folge war Day zwischen 1984 und 1986 als Assistenzredakteur für den Videospielebereich für das Guinness-Buch   der Rekorde tätig.
Neben der reinen Erhebung der Daten wurden unter Days Leitung auch bald Spielregeln erstellt, die für die Vergleichbarkeit der Ergebnisse sorgen und Betrug oder das Ausnutzen von Programmfehlern verhindern sollten. Dabei entstand das Regelbuch Twin Galaxies' Official Video Game & Pinball Book of World Records, ISBN 1-887472-25-8.
2007 war Day in zwei Dokumentarfilmen über die Geschichte des Videospiels, Chasing Ghosts: Beyond the Arcade und The King of Kong: A Fistful of Quarters zu sehen. Am letzteren wirkte er als Drehbuchautor mit. Im März 2010 gab Day seinen Rückzug von Twin Galaxies bekannt, er wolle nun eine Karriere als Singer-Songwriter aufnehmen.